# پورت اسکیگ
پورت اسکیگ (به انگلیسی: Port Askaig) یک روستا در بریتانیا است که در آرگایل و بوت واقع شده‌است.